# カリオフィレン
カリオフィレン (Caryophyllene, [ˌkærioʊfɪˈliːn])、あるいは (−)-β-caryophylleneは、多くの精油の成分の天然の二環式のセスキテルペンで、特にチョウジノキ（Syzygium aromaticum、クローブ）の茎や花から採れるクローブオイル、アサ (Cannabis sativa)、ローズマリー、ホップに含まれる。通常、イソカリオフィレン（シス型二重結合異性体）やα-フムレン（別名α-カリオフィレン）と混合して含まれる。

## 代謝および誘導体
カリオフィレンオキシドという、カリオフィレンのオレフィンがエポキシドとなったものは、探知犬が大麻を特定する原因となる成分であり、承認された食品香料でもある。

## 天然源
精油中のカリオフィレンのおよその量は括弧内に示す。
- アサ、ヘンプ、大麻 (Cannabis sativa)[4] [大麻花精油（英語版）の3.8–37.5%][11]
- 黒キャラウェイ (Carum nigrum) [7.8%][12]
- チョウジノキ (Syzygium aromaticum)[3] [クローブ花精油1.7–19,5%][13][14]
- ホップ (Humulus lupulus)[15] [5.1–14.5%][16]
- バジル (Ocimum spp.)[17] [5.3–10.5% O. gratissimum; 4.0–19.8% O. micranthum][18]
- オレガノ (Origanum vulgare)[19] [4.9–15.7%][20][21]
- 黒胡椒 (Piper nigrum) [7.29%][22]
- ラベンダー (Lavandula angustifolia) [ラベンダーオイル（英語版）の4.62–7.55%][23][24]
- ローズマリー (Rosmarinus officinalis)[5] [0.1–8.3%][25]
- セイロンニッケイ (Cinnamomum zeylanicum) [6.9–11.1%][26]
- マラバトラム（英語版） (Cinnamomum tamala) [25.3%][27]
- イランイラン (Cananga odorata)  [3.1–10.7%]
- コパイバ（英語版）油 (Copaifera spp.)[28][29][30][31]

## 薬理
カリオフィレンは、ラットでカンナビノイド受容体タイプ2（CB2受容体）の選択的作動薬であり大麻類似の抗炎症作用がある。